# Peripsychoda tridentata
Peripsychoda tridentata és una espècie d'insecte dípter pertanyent a la família dels psicòdids.

## Descripció
- Mascle: ulls separats per una distància igual a 3 facetes de diàmetre; sutura interocular en forma de "V" invertida; vèrtex igual a 3 vegades l'amplada del pont ocular; front amb una àrea pilosa rectangular; el palp núm. 1 és cilíndric, mentre que el 2 i el 3 són d'igual mida; antenes d'1,14 mm de llargària i amb l'escap poc més llarg que dues vegades la mida del pedicel; tòrax amb un patagi petit i unit mitjançant una tija gruixuda i membranosa; ales d'1,75 mm de llargada i de 0,75 mm d'amplada i amb la vena subcostal feblement unida a R1; fèmur més llarg que la tíbia.
- Femella: similar al mascle, però amb el lòbul de la placa subgenital en forma de rectangle; espermateca lleugerament reticulada; antenes d'0,82-0,84 mm de longitud i ales d'1,80-1,85 mm de llargària i de 0,70-0,72 mm d'amplada.[3]

## Distribució geogràfica
És un endemisme de Nova Guinea.